# Дальний Буланаш (посёлок)
Дальний Буланаш — упразднённый в ноябре 2016 года посёлок в Свердловской области, входивший в Артёмовский городской округ.

## Географическое положение
Посёлок Дальний Буланаш муниципального образования «Артёмовский городской округ» был расположен на левом берегу реки Дальний Буланаш, в 16 километрах на юго-восток от города Артёмовский. Посёлок стоит на месте угольного месторождения.

## История
Посёлок упразднён в ноябре 2016 года. Управлялся территориальной администрацией посёлка Буланаш.

## Население
| 2002 | 2010 |
| ---- | ---- |
| 0    | →0   |